# Argus As 410

L'Argus As 410 era un motor d'aviació de 12 cilindres en V, invertits, refrigerat per aire que va ser produït per primera vegada per Argus Motoren el 1938.

## Disseny i desenvolupament
El motor va marcar un punt d'inflexió respecte els motors Argus anteriors, ja que tenia noves tècniques de construcció que li proporcionaven una velocitat i una potència de funcionament més elevades. El motor comptava amb uns cilindres més petits de 105 mm x 115 mm amb ranures de refrigeració d'acer amb aletes més grans, caps dels cilindres d'alumini, sobrealimentador mecànic, un cigonyal d'aliatge d'acer i un càrter d'aliatge de magnesi. El motor pesava aproximadament 315 kg i produïa 465 CV (459 CV, 342 kW) a 3.100 rpm. Es van produir aproximadament 28.700 motors.
Una característica distintiva és el con de l'hèlix amb aletes. Impulsat pel flux de l'aire com un molí de vent s'utilitzava per accionar el mecanisme de pas variable de l'hèlix .
A partir d'aquest motor es va desenvolupar el més potent i refinat Argus As 411.

## Dades tècniques[3]
- Tipus: 12 cilindres invertits en V a 60 °, de quatre temps, refrigerat per aire.
- diàmetre pistó: 105 mm
- carrera pistó: 115 mm
- Cilindrada: 12 litres
- Relació de compressió: 6,4: 1
- Pes: 315 kg
- Potència d'enlairament: 465 CV a 3100 RPM
- Potència màxima: 380 CV a 3100 RPM